# Safonowo
Safonowo – miasto w Rosji, w obwodzie smoleńskim, 102 km na północny wschód od Smoleńska i 300 km na zachód od Moskwy. W 2017 roku liczyło 42 707 mieszkańców. Stolica rejonu safonowskiego.
Znajduje tu się stacja kolejowa Safonowo, położona na linii kolejowej Moskwa-Brześć.